# Pecan Plantation (Teksas)
Pecan Plantation je naseljeno mjesto za statističke potrebe u američkoj saveznoj državi Teksas. Prema popisu stanovništva iz 2010. u njemu je živjelo 5.294 stanovnika.